# Liste des villes du Proche-Orient ancien
Cet article recense les villes du Proche-Orient ancien.

## Liste

### Mésopotamie

#### Basse-Mésopotamie

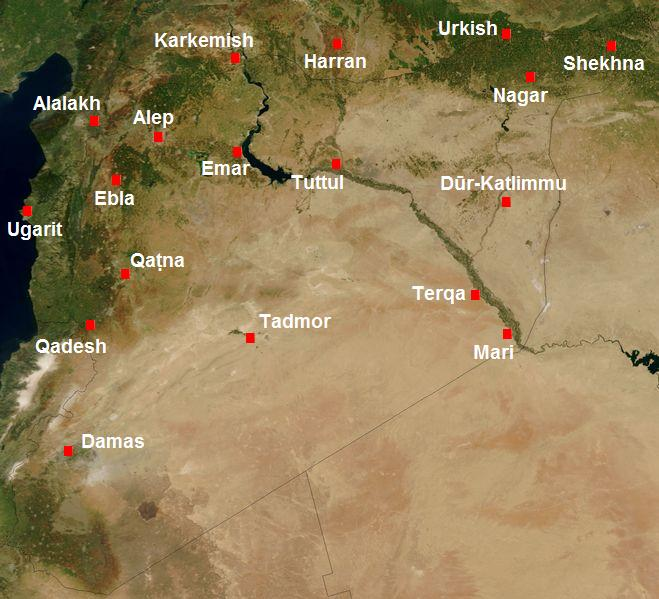
Carte de Syrie au deuxième millénaire av. J.-C.

En Basse-Mésopotamie, du nord au sud :
- Eshnunna (Tell Asmar)
- Diniktum
- Tutub (Khafadje)
- Dêr (Tell Aqar, Durum ?)
- Sippar (Tell Abu Habbah)
- Sippar-Amnanum (Tell ed-Dêr)
- Kutha (Tell Ibrahim)
- Jemdet Nasr (en) (NI.RU)
- Kish (Tell Uheimir et Ingharra)
- Babilim (Babylone)
- Borsippa (Birs Nimrud)
- Mashkan-shapir (Tell Abu Duwari)
- Dilbat (Tell ed-Duleim)
- Nippur (Afak)
- Marad (Tell Wannat es-Sadum)
- Adab (Tell Bismaya)
- Isin (Ishan al-Bahriyat)
- Kisurra (en) (Tell Abu Hatab)
- Shuruppak (Tell Fara)
- Bad-Tibira (Tell al-Madineh ?)
- Zabalam (Tell Ibzeikh)
- Umma (Tell Jokha)
- Girsu (Tello ou Telloh)
- Lagash (Tell al-Hiba)
- Urum (Tell Uqair)
- Uruk (Warka)
- Larsa (Tell as-Senkereh)
- Ur (Tell al-Muqayyar)
- Kuara (Tell al-Lahm)
- Eridu (Tell Abu Shahrain)
- Obeïd
- Akshak
- Akkad

#### Haute-Mésopotamie
En Haute-Mésopotamie, du nord au sud :
- Urfa
- Shanidar
- Urkesh (Tell Mozan)
- Tell Leilan (Shekhna, Shubat-Enlil)
- Tell Arbid (en)
- Harran
- Chagar Bazar
- Itabalhum
- Kahat (en) (Tell Barri)
- Tell el Fakhariya (en) (Washukanni?)
- Hadatu
- Karkemish (Djerabis)
- Til Barsip
- Tell Chuera
- Al-Rawda (en)
- Nabada (Tell Beydar)
- Nagar (Tell Brak)
- Telul eth-Thalathat (en)
- Tepe Gawra
- Tell Arpachiyah (Tepe Reshwa)
- Shibaniba (Tell Billa)
- Tarbisu (Sherif Khan)
- Ninive (Ninua)
- Qatara ou Karana (Tell Rimah)
- Tell Hamoukar
- Dur-Sharrukin (Khorsabad)
- Tell Shemshara
- Erbil (Urbilim, Arba-Ilu)
- Tell Taya (en)
- Tell Hassuna
- Balawat (Imgur-Enlil)
- Tell es-Sweyhat (en)
- Nimrud (Kalhu)
- Emar (Tell Meskene)
- Qal'at Jarmo
- Arrapha
- Kar-Tukulti-Ninurta
- Assur
- Shubat-Enlil
- Ekallâtum
- Nuzi (Yorghan Tepe, Gasur)
- Tell al-Fakhar (en) (Kuruhanni?)
- Terqa (Tell Ashara)
- Doura Europos
- Mari (Tell Hariri)
- Harradum (Khirbet ed-Diniyeh)
- Tell es Sawwan
- Nerebtum ou Kiti (Tell Ishchali)
- Tell Agrab
- Dûr-Kurigalzu (Aqar Quf)
- Shaduppum (Tell Harmal)
- Séleucie
- Ctésiphon (Taq Kisra)
- Zénobia (Halabiyé)
- Zalabiyé (en)
- Hatra

### Zagros et Élam
Dans le Zagros et l'Élam, du nord au sud :
- Hasanlu
- Takht-e Suleiman
- Behistun
- Godin Tepe
- Chogha Mish
- Teppe Sialk
- Suse
- Kabnak (Haft-Tappeh)
- Dur-Untash (Tchoga Zanbil)
- Shahr-i Sokhteh
- Pasargades
- Naqsh-e Rostam
- Parsa (Persépolis)
- Tall-i Bakun (en)

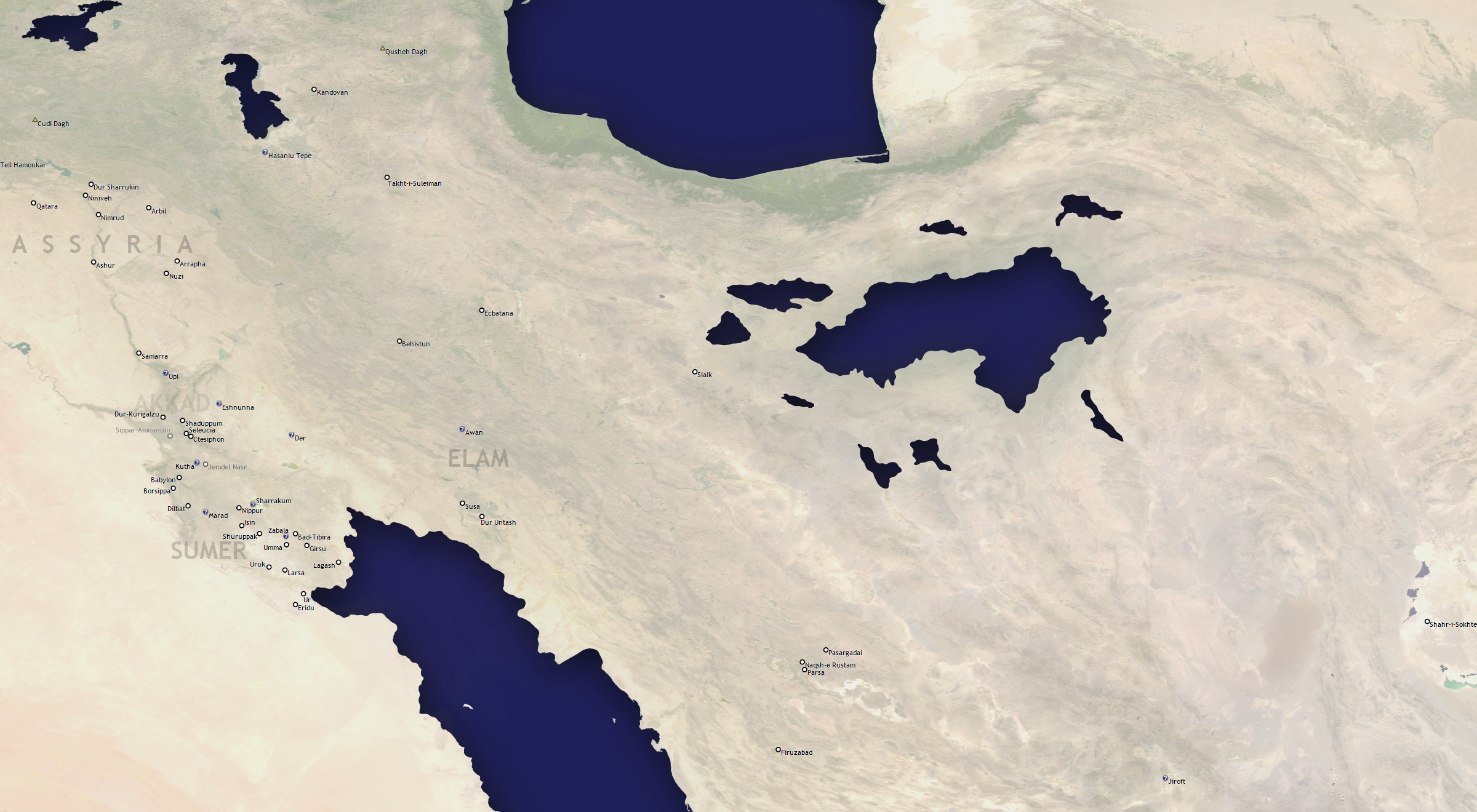
Carte des anciennes villes d'Iran.

- Anshan (Tall-i Malyan ou Tepe Malyan)
- Konar Sandal
- Tepe Yahya

### Anatolie
En Anatolie, du nord au sud :
- Milet
- Sfard (Sardes)
- Nicée
- Sapinuwa
- Yazılıkaya
- Alacahöyük
- Maşat Höyük
- Alishar Hüyük
- Hattusa

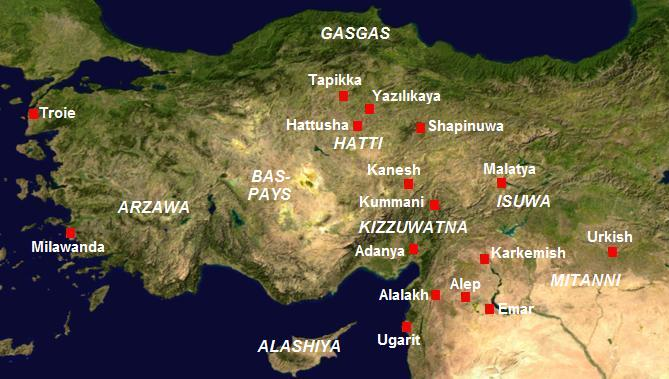
Carte des anciennes cités d'Anatolie.

- Ilios (Wilusa, Ilion, Troas, Troie)
- Kanesh (Nesa, Kültepe)
- Arslantepe (Malatya)
- Çayönü (Amed, Diyarbakir)
- Sam'al (Zincirli Höyük)
- Çatal Höyük
- Beycesultan
- Karatepe
- Tushhan (Ziyaret Tepe)
- Tarse
- Gözlükule (en)
- Sultantepe
- Attalia (Antalya)

### Levant

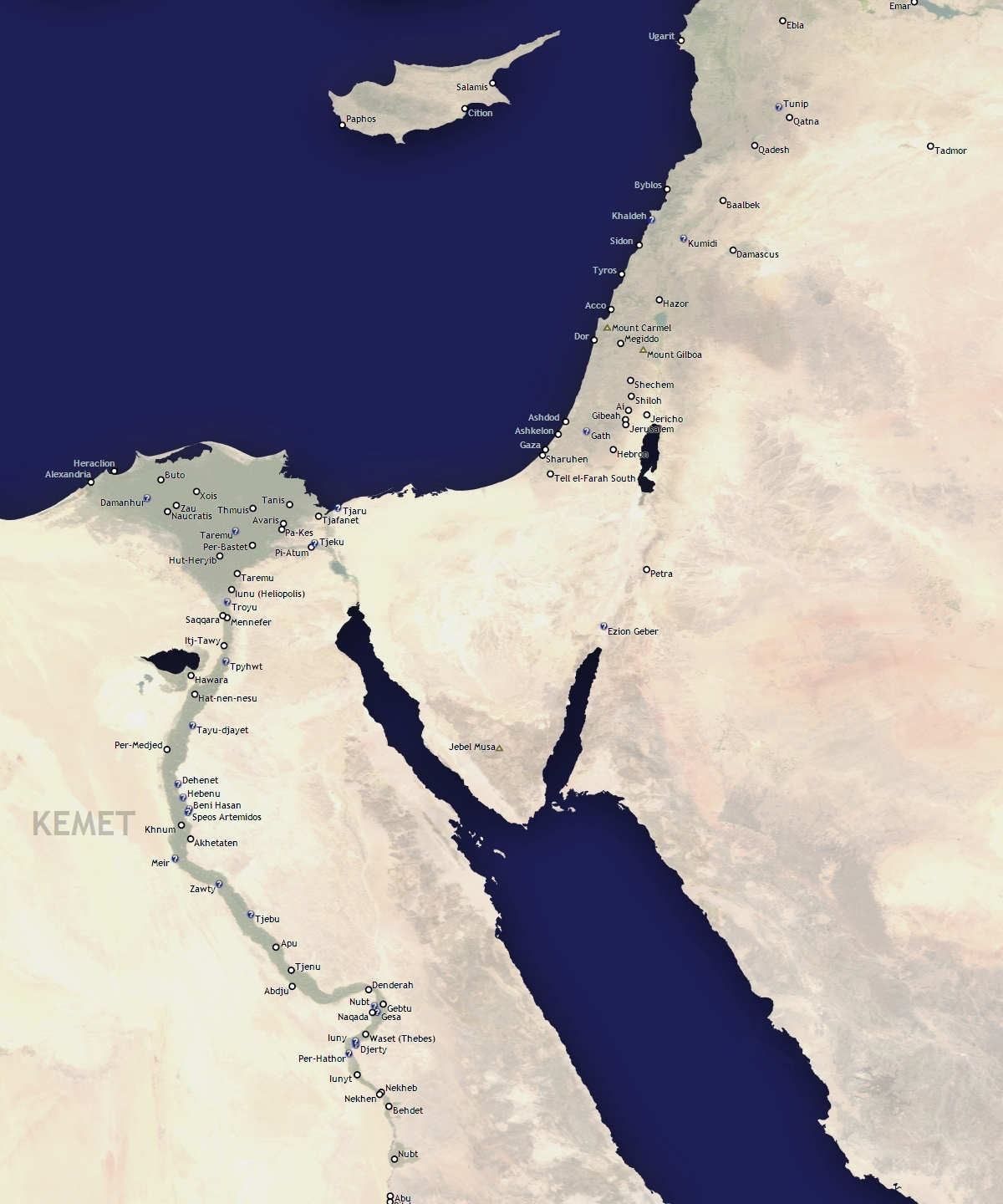
Carte des cités du Levant et d'Égypte.

Dans le Levant, par ordre alphabétique :

### Péninsule arabique
Dans la péninsule Arabique :
- Tayma
- Tell Abraq
- Qal'at al-Bahreïn
- Dumat Al-Djandal
- Temple de Barbar

### Koush et Éthiopie
Dans le royaume de Koush et en Éthiopie :
- Amara (Nubie) (de)
- Basa (Soudan) (de)
- Kerma (Doukki Gel)
- Gebel Barkal
- Hamadab (de)
- Kawa (Soudan) (de)
- Napata
- Naqa
- Méroé
- Sanam (de)
- Tabo (Nubie)
- Umm Ruweim (de)
- Aksoum